# Panca di via

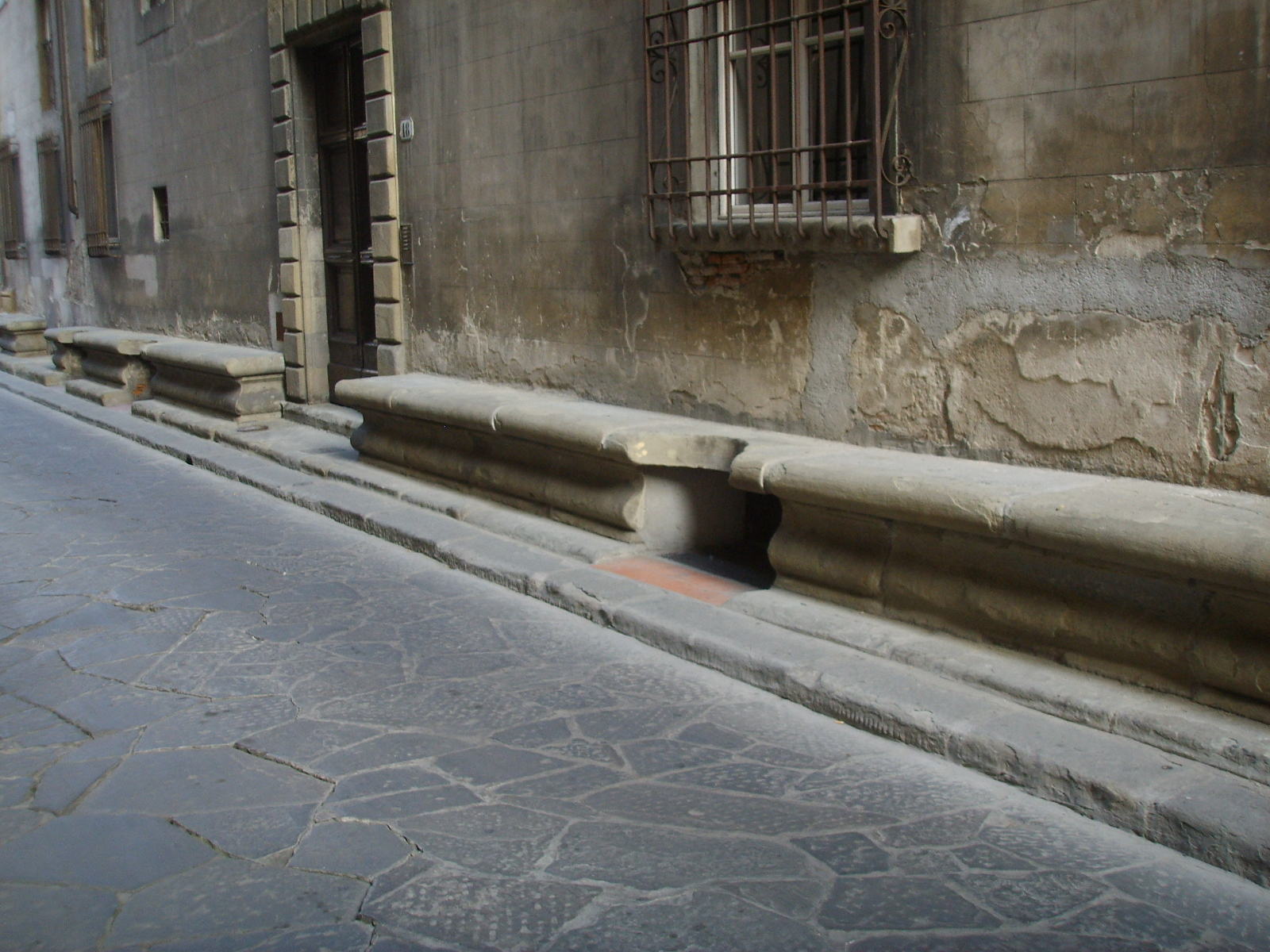
Panca di via di palazzo Bartolini-Salimbeni, Firenze

La panca di via è un elemento in muratura e pietra, destinato alla seduta, collocato al piede della facciata principale ed a volte di quelle secondarie, di palazzi storici. 
Il suo scopo, oltre quello pratico di seduta, era di proteggere la muratura da urti dovuti al passaggio di veicoli, in modo simile ai paracarri, in un tempo in cui non vi erano marciapiedi. La sua presenza sottolineava il prestigio della famiglia nobiliare che risiedeva nel palazzo, dimostrando la sua cortesia per i cittadini ed assicurando ai clientes in attesa di lavoro o di doni, un sedile dove attendere.
Inoltre la panca di via assicura, visivamente, un basamento all'edificio, similmente al crepidoma classico.
Sono dotati di panca di via i principali palazzi rinascimentali di Firenze come Palazzo Medici-Riccardi e Palazzo Strozzi e molti altri di varie epoche.